# Profilbildnis einer jungen Frau (Piero del Pollaiuolo)
Es wird vermutet, dass das Profilbildnis einer jungen Frau vom italienischen Künstler Piero del Pollaiuolo um 1465 geschaffen wurde. Die Zuschreibung des Gemälde ist weiterhin umstritten. Es zeigt eine Dame im Profil und befindet sich heute in der Gemäldegalerie in Berlin.

## Material und Technik
Das Gemälde ist in Öl und Tempera auf Pappelholz mit den Maßen 52,2 × 36,2 cm gemalt.

## Beschreibung
Im Vordergrund wird eine Dame im Profil dargestellt, deren Körper leicht dem Betrachter zugewandt ist. Ihr blondes Haar ist von einer hellen Haube bedeckt. Ihr Gewand wird detailliert dargestellt und wirkt durch die Ornamentik mit Blumen- und Pflanzenverzierungen und den luxuriösen Flanellen aristokratisch und elegant. Das dazugehörige Gewand wird dreifarbig differenziert und besteht aus einem helleren, weißen Oberteil mit festen Ärmeln aus rotem, goldbroschiertem Samt. Das Muster zeigt ein Granatapfelmotiv in Grün und Rot mit Blattwerk und Palmetten. Der Umriss der Figur nimmt den größten Teil des Bildes ein. Im Hintergrund ist der blaue Himmel vereinzelt mit leichten Wolken verziert. Hinter der Figur befindet sich eine schmale Marmorbalustrade mit inkrustierten Scheiben am unteren Bildrand.

## Ikonographie
Die Identität der dargestellten Damen ist unbekannt. Die Darstellung des Brokats basiert wahrscheinlich auf realen Stoffen. Vermutlich handelt es sich um ein Hochzeitsgewand, wie es um 1460-1470 in Florenz getragen wurde. Die Darstellungen des kostbaren Schmucks, der prunkvollen Kleidung und der schönen Frisur weisen auf standesgemäß verheiratete Frauen hin und lassen auch Rückschlüsse auf ihre familiäre Herkunft zu. Auffällig ist, dass auf dem Berliner Porträt die junge Frau weder Perlen, Edelsteine noch Ketten trägt. Ihr Haar ist lediglich von einer schlichten Haube bedeckt. Das junge Alter und das Fehlen von Schmuck lassen vermuten, dass das Berliner Porträt kurz vor der Hochzeit der Dargestellten gemalt wurde.
Die mit Edelsteinen verzierte Balustrade im Hintergrund betont die Figur und die Farben des Gewandes und weist zugleich auf den hohen sozialen Status der Figur hin. Dieses Element zeigt Einflüsse von Filippo Lippi und findet sich auch in den Werken von Alesso Baldovinetti. Es dient der Verdeutlichung des Ortes: Eine junge Frau erscheint auf einem Balkon oder in einer offenen Loggia. Hier werden flache Porphyrplatten als dekorative Elemente in die Brüstung eingesetzt. Porphyr gilt seit der Antike in Literatur und Kunst als Symbol für Herrschaft und Macht, denn das ungewöhnlich harte und schwer zu bearbeitende Material steht für Unvergänglichkeit und Ewigkeit.

### Porträt in der Renaissance
Das Porträt spielte in der Profankunst der Renaissance aufgrund des gestiegenen Selbstbewusstseins der Menschen eine wichtige Rolle. Man ließ sich porträtieren, um sowohl den individuellen Charakter als auch den gesellschaftlichen Rang durch Kleidung und Schmuck zu dokumentieren. Seit etwa 1440 wurden in Italien Medaillen im Stil der antiken Kaisermünzen geprägt. Auf einer Seite der Medaillen war das Profilbildnis ihres Auftraggebers zu sehen, während die andere Seite eine Allegorie seines Lebens darstellte. Diese Medaillen erfüllten eine doppelte Funktion: Sie dienten als persönliche Erinnerungsgabe und symbolisierten das Streben nach Unsterblichkeit, wo durch der eigene Ruhm verewigt wurde. Sowohl Männer als auch Frauen aus dem Patriziat und Adel ließen sich auf diese Weise verewigen. Parallel dazu entstanden auch die ersten gemalten Bildnisse in Italien, auf denen anfangs – ähnlich wie auf den Medaillen – die reine Profilansicht bevorzugt wurde.
Während das Porträt bereits in den 1430er Jahren in Florenz entstanden ist, entwickelte sich die oberitalienische Porträtmalerei erst nach 1470. Die Darstellungsweisen umfassen hauptsächlich plastische Porträts, Profilbildnisse und Porträts, die in Historienbildern eingebettet waren. Diese drei Darstellungsformen können als die Vorgeschichte des Individualporträts betrachtet werden. Besonders das Profilbildnis versucht, die Merkmale durch den Umriss darzustellen. Ein fester Konturaufbau dient als Ausgangspunkt. Die Porträts verleihen den dargestellten Personen Eigenart, Charme und Ausdruck. Das dargestellte Individuum wird nicht aus einem lebendigen Kern heraus gesehen, sondern eher umgerissen und festgehalten.
Die ersten Frauenporträts des 15. Jahrhunderts in Florenz wurden wahrscheinlich zur Erinnerung an die Hochzeit der Dargestellten in Auftrag gegeben. Vor der Hochzeit war es den Frauen nur für einen begrenzten Zeitraum erlaubt, Kleidung von so offensichtlichem Wert zu tragen. Die verschiedenen Phasen der Hochzeit wurden genutzt, um den Stolz der Familie vorübergehend zur Schau zu stellen. Die Braut selbst wurde zum Schauobjekt. Viele der rituellen Geschenke, die zwischen den Familien ausgetauscht wurden, wurden auf die äußere Erscheinung der Braut verschwendet. Nachdem sie ihren unmittelbaren dynastischen und symbolischen Zwecken gedient hatten, gelangten die kostbaren Investitionen aufgrund ihres wirtschaftlichen Wertes häufig in den Besitz der Familie des Ehemannes. Diese kostbaren Accessoires und Gewänder trugen eine schwere moralische, politische und wirtschaftliche Last.
Im Zusammenhang mit der Ehe scheint es wahrscheinlich, dass auch die Ausrichtung der Dargestellten in einem Profilporträt in Bezug zum Betrachter eine Bedeutung hatte. Fast alle weiblichen Profilporträts zeigen die Dargestellte nach links zum Betrachter gewandt. Die Kunsthistorikerin Patricia Simons argumentierte, dass das Profilformat einen direkten und möglicherweise unangemessenen Blick auf die Dargestellte verhindert, da ihr Blick abgewandt ist. Man kann sie betrachten, aber sie schaut nicht zurück. Weibliche Schönheit und anmutiges Verhalten können als Quelle der Ehre für die beteiligten Familien angesehen werden.

### Mode
Die Porträts der Renaissance können als ein Repräsentations- oder Standesporträts der Dargestellten angesehen werden, die immer in ihren besten Roben und mit vollem Schmuck erscheinen. In Florenz kleideten sich die Dargestellten auf den Porträts mit schweren, reich gemusterten Brokate-, Samt- und Seidenstoffe, die in Florenz herstellte und in viele Länder exportiert wurden. In der Frührenaissance dominierten farbenfrohe und kontrastreiche Gewänder das Porträt. Besonders beliebt waren großgemusterte Stoffe.
Die Dargestellte des Berliner Porträts trägt anscheinend ein zweilagiges Gewand, bei dem Ärmel und Kragen des Unterkleides, der „Cotte“, sichtbar sind, während das Oberteil, vermutlich eine ärmellose Giornea, von der Taille abwärts gerafft ist und ein anderes Muster aufweist. Die Ärmel sind aus wattiertem karminrotem Samt und mit einem Farnblattmuster aus Goldbrokat verziert. Aus den Aufzeichnungen der Florentiner Seidenfabrikanten geht hervor, dass dieses Material zu den teuersten zählte. Karminrot ist sehr schwer herzustellen, und das Tragen von goldbesticktem Samt sollte den damaligen spezifischen Luxusgesetzen unterliegen.
In der ersten Hälfte des 15. Jahrhunderts trugen italienische Frauen ihre Haare streng nach hinten gekämmt und meist hochgesteckt unter einer Ballonhaube. Ab der Mitte des 15. Jahrhunderts trugen sie ihre Haare oft offen. Auf Porträts sind häufig Frisuren mit falschen Haarteilen zu sehen, die meist kunstvoll mit Schleiertüchern oder Bändern geschmückt waren.

## Zuschreibung des Gemäldes
Die Entstehungsgeschichte des Porträts vor 1800 ist unbekannt. Seit dem Erwerb des Porträts für die Berliner Gemäldegalerie ist die Zuschreibung umstritten und wurde zunächst Piero della Francesca zugeschrieben. 1897 bemerkte Wilhelm von Bode die Ähnlichkeit zwischen dem Berliner Profilporträt und dem Porträt einer jungen Frau im Museo Poldi Pezzoli in Mailand. Das Mailänder Porträt wurde ebenfalls Piero della Francesca zugeschrieben. Bode stellte jedoch fest, dass beide Porträts Domenico Veneziano zuzuschreiben seien.
Der Kunsthistoriker Bernard Berenson hielt das Porträt zunächst für ein Werk von Andrea del Verrocchio. Nach dem Vergleich mit dem Porträt einer Dame in Gelb in der National Gallery in London schrieb Berenson dieses Profilbildnis dann Alesso Baldovinetti zu. 1911 schrieb der italienische Kunsthistoriker Adolfo Venturi dieses Werk Antonio del Pollaiuolo zu, dem älteren Bruder von Piero del Pollaiuolo. Diese Zuschreibung wird von der Mehrheit der Forscher anerkannt, obwohl es auch eine Minderheit gibt, die dieses Porträt von Piero del Pollaiuolo zuschreibt. Dennoch schlug der Kunsthistoriker Leopold Ettlinger in seiner Pollaiuolo-Monographie von 1978 vor, den Urheber als anonym zu behandeln. Die Zuschreibung des Porträts zu den Brüdern Pollaiuolo beruht nicht auf direkten Vergleichen, sondern auf subtilen Stilmerkmalen wie der leichten Wendung des Körpers zum Betrachter, dem blauen Himmelshintergrund und der detaillierten Ausgestaltung der Gewandornamentik, die auf die Erfahrung Antonio del Pollaiuolos als Goldschmied, Bronzebildner und Stickerei-Designer verweisen. Diese Stilmerkmale sind Errungenschaften gegenüber früheren florentinischen Profilbildnissen. Auch die Kunsthistorikerin Alison Wright ist der Meinung, dass das Berliner Porträt aufgrund seiner technischen Meisterschaft Antonio del Pollaiuolo zuzuschreiben ist.
2011 veranstaltete die Berliner Gemäldegalerie die Ausstellung „Gesichter der Renaissance. Meisterwerke italienischer Portrait-Kunst“ im Bode-Museum. Im Ausstellungskatalog identifizierte der Kunsthistoriker Stefan Weppelmann das Berliner Porträt als Werk von Antonio del Pollaiuolo. In der Online-Sammlung der Staatlichen Museen zu Berlin wird es jedoch Piero del Pollaiuolo zugeschrieben.

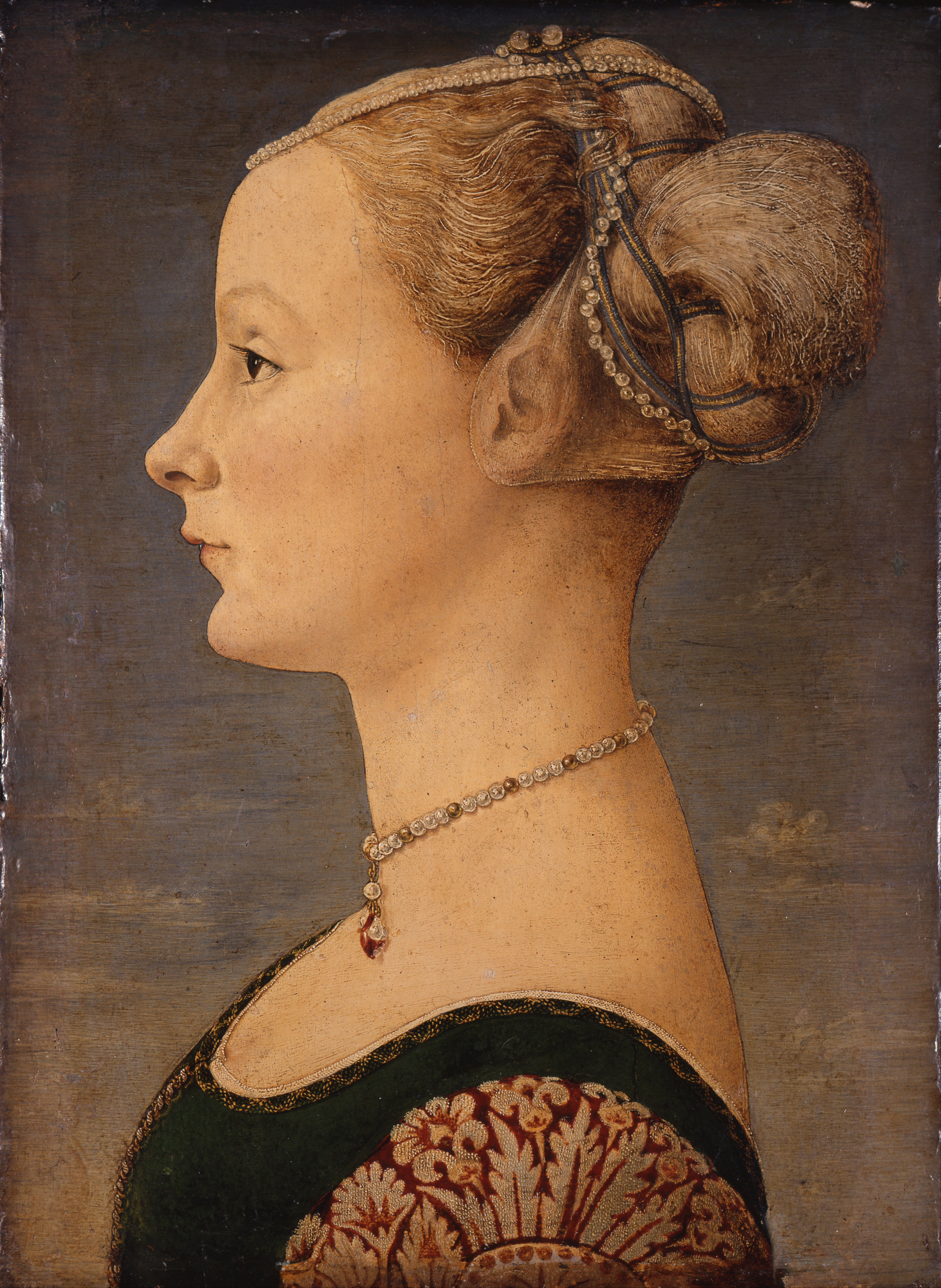
Piero del Pollaiuolo, Porträt einer jungen Frau, um 1470, 45,5 × 32,7 cm, Museo Poldi Pezzoli, Ident.Nr. 0442, Milan.
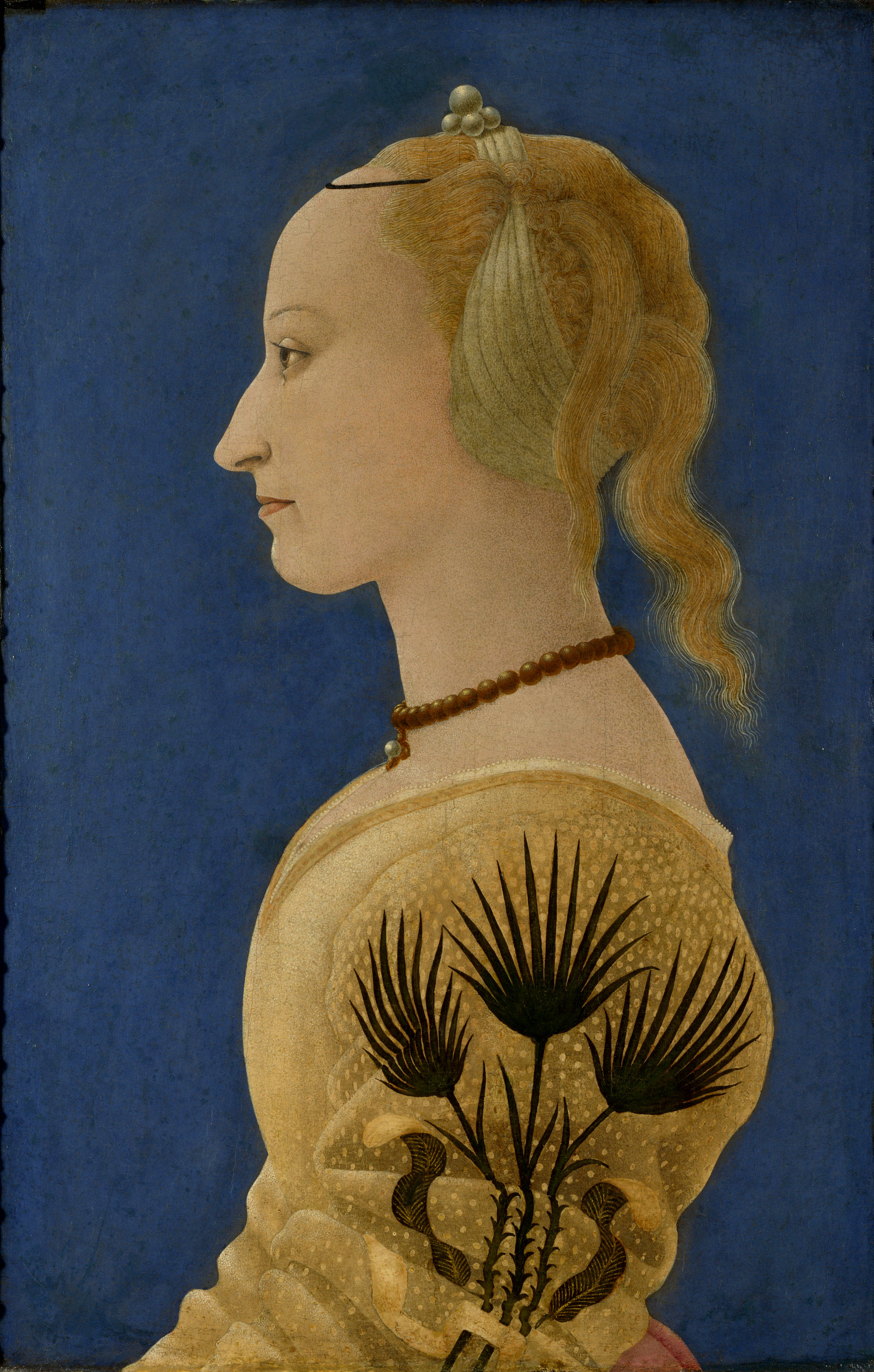
Alesso Baldovinetti, Porträt einer Dame in Gelb, um 1465, Tempera auf Tafel, 62,9 cm × 40,6 cm, National Gallery, Ident.Nr. NG758, London.
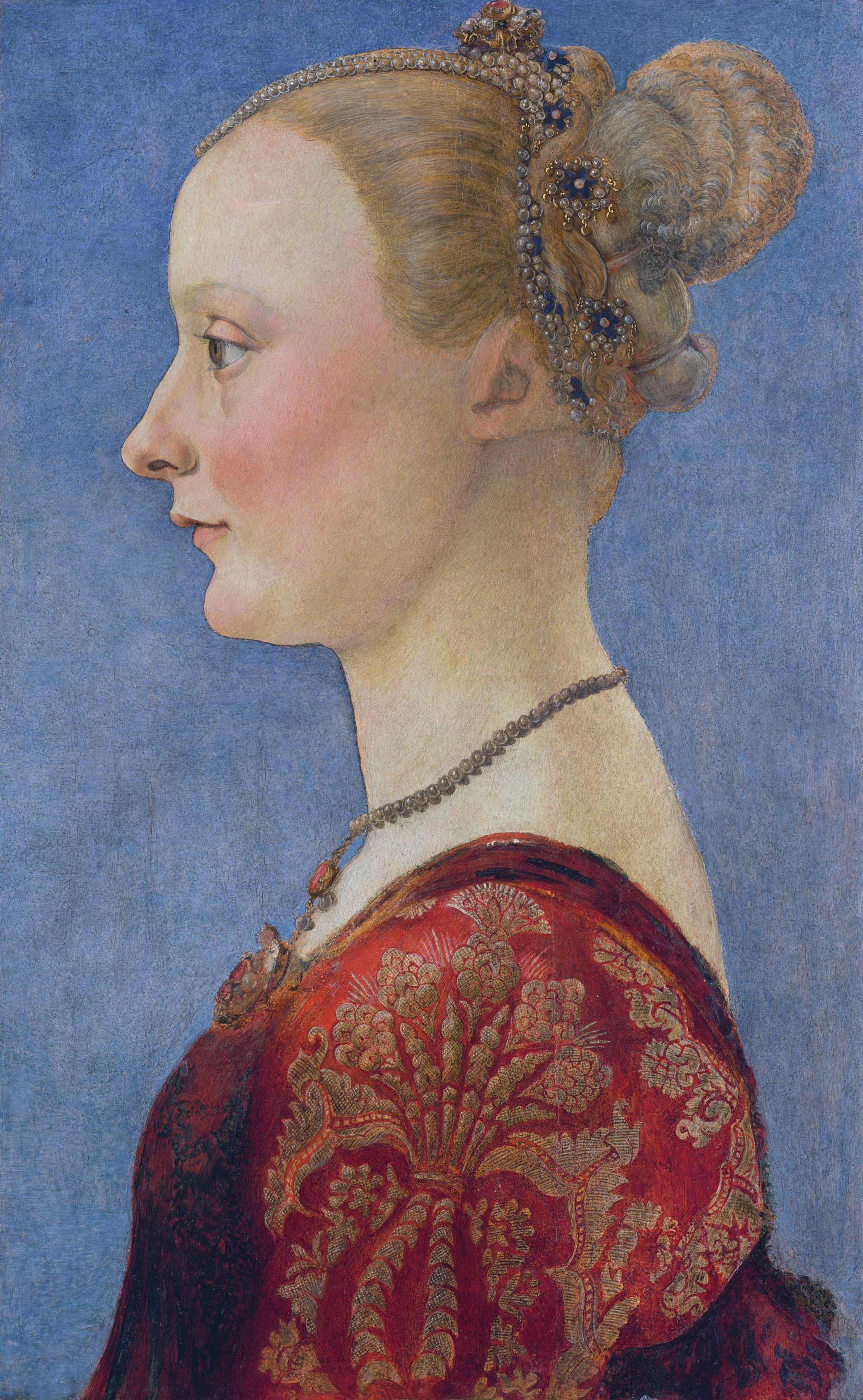
Piero del Pollaiuolo, Porträt einer jungen Frau, um 1480, 48,9 × 35,2 cm, Metropolitan Museum of Art, Ident.Nr. 50.135.3, New York.
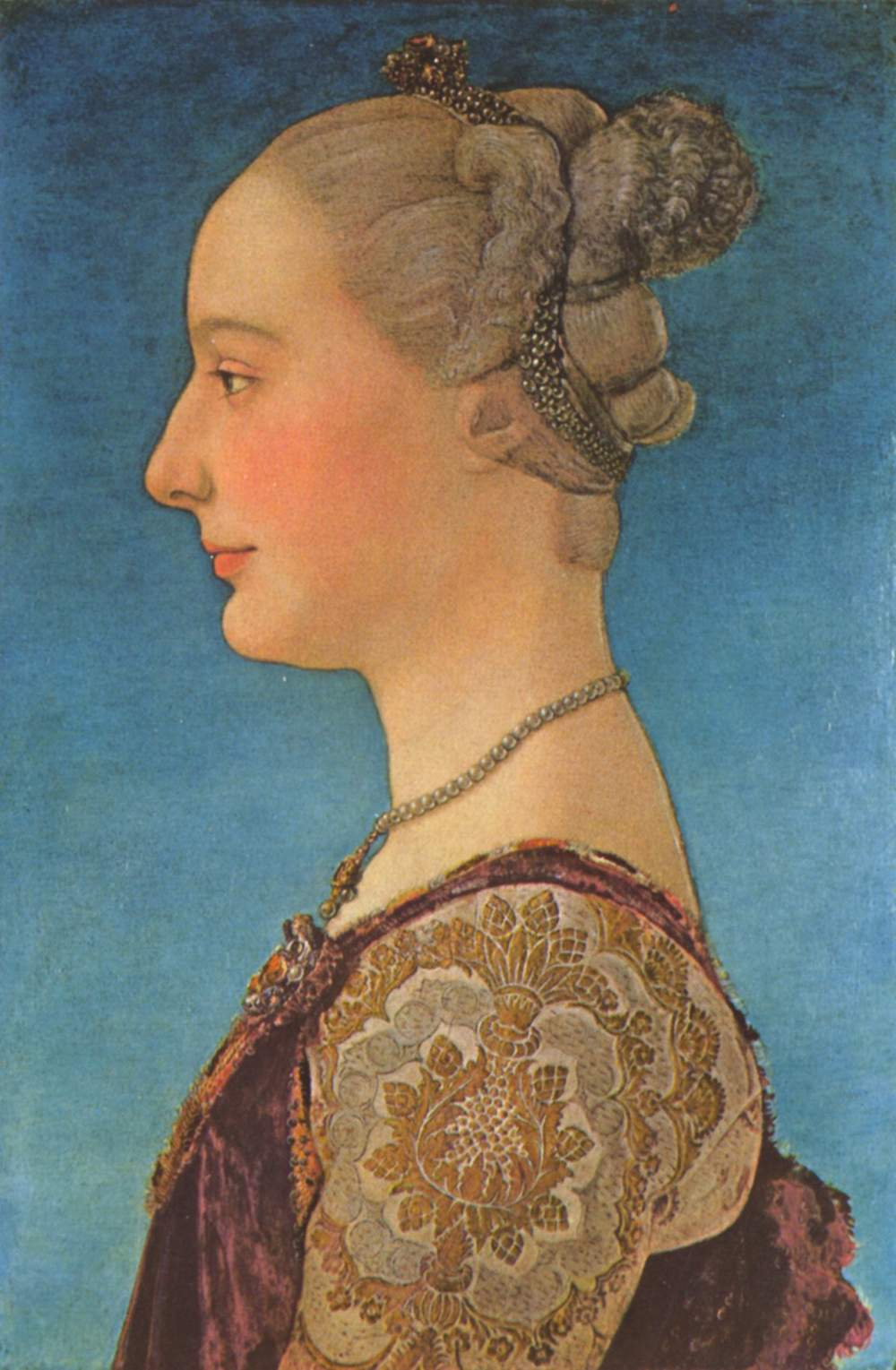
Antonio del Pollaiolo oder Piero del Pollaiolo, Porträt einer Dame, um 1475, 55 × 34 cm, Galleria degli Uffizi, Florence.

### Die Reihe der Frauenporträts Pollaiuolos
Die gesamte Reihe der Frauenporträts aus der Werkstatt der Brüder Pollaiuolo hat zu einer Debatte geführt, die sich vor allem um die Frage dreht, welcher der Brüder welches Werk geschaffen hat. Die Datierungsvorschläge reichen von den 1460er bis in die frühen 1490er Jahre. Technische Merkmale verbinden das Berliner und das Mailänder Porträt, da beide ähnlich feinere und weniger pastose Farben verwenden. Dadurch wird die Aufmerksamkeit auf die plastischen Valeurs gelenkt, um die anatomische Anordnung der Figuren deutlicher zu machen.
Im Metropolitan Museum of Art in New York und in der Galleria degli Uffizi in Florenz sind noch zwei Porträts aus der Werkstatt der Brüder Pollaiuolo erhalten. Auffällig ist, dass die beiden Porträts sowohl im Gesamtentwurf als auch in der Anordnung von Details Gemeinsamkeiten ausweisen, wie zum Beispiel die hinter der Schulter aufgebauschte Giornea, die kunstvolle Drapierung des Haares und die Perlenkette mit Anhänger sowie diw Schmuckbroschen an Brust und Kopf. Aus diesen Ähnlichkeiten lässt sich vermuten, dass das New Yorker Porträt die Komposition des Uffizien-Bildes übergenommen hat. Nur die dargestellten Figuren der beiden Gemälde sind nicht gleich. Sie unterscheiden sich nicht nur in der technischen Ausführung deutlich von den beiden vorherigen Bildnissen, sondern es fehlt ihnen auch an Klarheit in der formalen Definition. Das New Yorker Porträt wird vermutlich Piero del Pollaiuolo zugeschrieben.

## Provenienz
Die vorherige Provenienz des Gemäldes ist unbekannt. 1815 wurde es von der Galerie de M. Massias in Paris erworben und kam dann in den Besitz des Earl of Ashburnham. 1894 erwarb schließlich die Berliner Gemäldegalerie das Porträt über die Londoner Kunsthandlung P. & D. Colnaghi & Co.